# Altweltaffen
Die Altweltaffen oder Schmalnasenaffen (Catarrhini) bilden eine Verwandtschaftsgruppe der Primaten. In dieser Gruppe werden alle Affen der Alten Welt (Eurasiens und Afrikas) zusammengefasst. Sie teilen sich in die Geschwänzten Altweltaffen (Cercopithecoidea) und die Menschenartigen (Hominoidea). Zu letzteren gehört auch der Mensch.

## Merkmale
Die Altweltaffen haben eine schmale Nasenscheidewand mit parallel nach vorn oder unten zeigenden Nasenlöchern. Außerdem weisen alle Arten einen langen, knöchernen Gehörgang und außerdem nur noch zwei Prämolaren (vordere Backenzähne) auf; die Gesamtzahl ihrer Zähne beträgt maximal 32 (Neuweltaffen: maximal 36). Die meisten Arten haben Sitzschwielen am Hinterleib und der Daumen ist im Gegensatz zu den Neuweltaffen opponierbar, kann also den anderen Fingern gegenübergestellt werden. Die Schwanzlänge ist variabel, allerdings dient der Schwanz bei den Altweltaffen nicht als Greifschwanz. An den Fingern und Zehen befinden sich flache Nägel.
Altweltaffen sind mittelgroße bis große Primaten und im Durchschnitt größer als Neuweltaffen. Die kleinsten Vertreter sind die Zwergmeerkatzen mit 0,8 bis 1,3 Kilogramm, während männliche Gorillas 200 Kilogramm erreichen können.
Unterschiede zwischen Geschwänzten Altweltaffen und Menschenartigen nach Geissmann:
| Geschwänzte Altweltaffen | Menschenartige |
| --- | --- |
| - schmale Nase - schmaler Gaumen - Gehirn nicht vergrößert - Arme und Beine oft gleich lang - Schlüsselbeine relativ kurz - Brustkorb schmal - Lendenwirbelzahl nicht reduziert - Sitzschwielen vorhanden - meist geschwänzt | - breite Nase - breiter Gaumen - Gehirn vergrößert - Arme lang (Ausnahme Mensch) - Schlüsselbeine lang - Brustkorb breit - Lendenwirbelzahl reduziert - Sitzschwielen reduziert oder fehlend - schwanzlos |

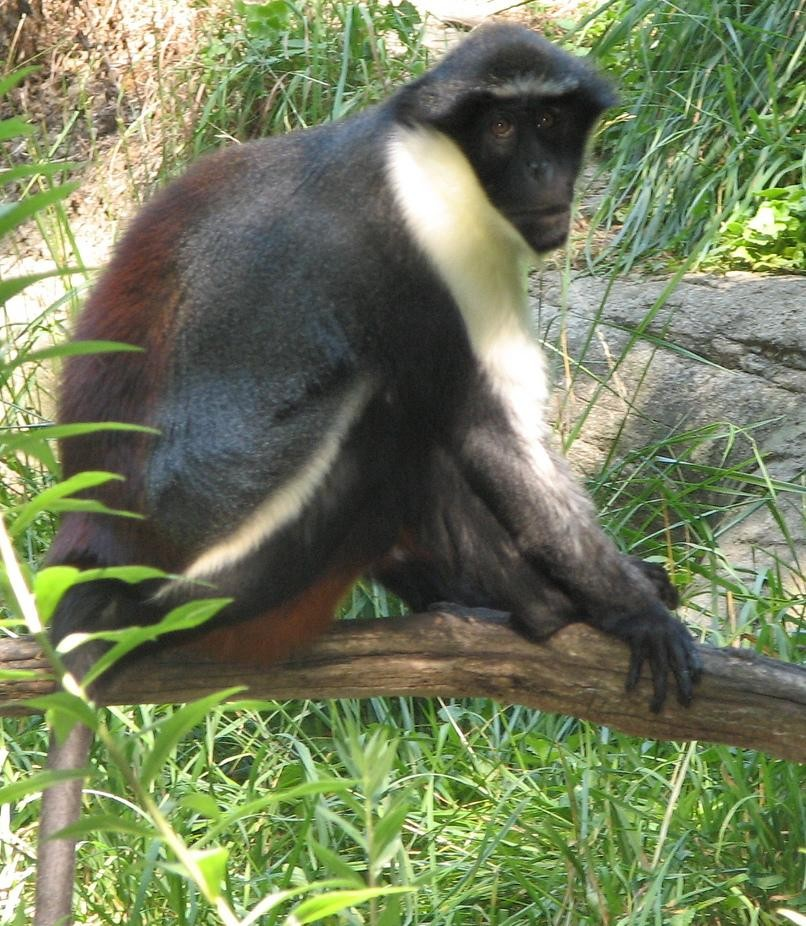
Dianameerkatze

## Verbreitung und Lebensweise
Die Altweltaffen sind mit Ausnahme des Menschen, der eine weltweite Verbreitung erreicht hat, in den tropischen und subtropischen Regionen Afrikas (aber nicht auf Madagaskar) und Asiens verbreitet. In Asien sind sie vorwiegend in Süd- und Südostasien vertreten, ihr Verbreitungsgebiet reicht bis Japan beziehungsweise Timor. Die einzige in Europa freilebende Art ist der Berberaffe auf dem Felsen von Gibraltar, diese Population wurde aber vermutlich vom Menschen eingeführt.
Lebensraum der Altweltaffen mit Ausnahme des Menschen sind vorwiegend Wälder und andere baumbestandene Gebiete. Sie sind in Bezug auf ihren Lebensraum aber flexibler als die Neuweltaffen. So gibt es auch ausgeprägte Bodenbewohner wie den Dschelada und einige teilweise in Savannen lebende Arten.
Alle Altweltaffen sind tagaktiv. In den meisten Fällen haben sie ein komplexes Sozialverhalten entwickelt und leben in Paaren oder Gruppen. Altweltaffen ernähren sich vorwiegend von Pflanzen, in verschiedenem Ausmaß sind sie Allesfresser.

## Systematik
Die Schwestergruppe der Altweltaffen sind die Neuweltaffen oder Breitnasenaffen, die in Amerika leben und unter anderem durch auseinanderragende Nasenlöcher charakterisiert sind. Gemeinsam bilden sie das Taxon der Affen (Anthropoidea oder Simiiformes).
Innerhalb der Altweltaffen werden zwei rezente Überfamilien unterschieden:
- Die Geschwänzten Altweltaffen (Cercopithecoidea) besitzen meist einen Schwanz. Sie bestehen aus einer Familie, den Meerkatzenverwandten oder Hundsaffen (Cercopithecidae). Diese enthalten die meisten Affenarten Afrikas und Asiens, darunter die Meerkatzen, die Makaken, Paviane, Languren und andere.
- Die Menschenartigen (Hominoidea) sind im Gegensatz dazu schwanzlos. Neben einigen ausgestorbenen Gruppen gehören zu diesen die Gibbons und die Menschenaffen einschließlich des Menschen. In diese Gruppe wird auch der ausgestorbene und aufrecht gehende Oreopithecus eingeordnet, welcher aber nicht als Vorfahre der Menschen betrachtet wird.

Daneben sind noch einige ausgestorbene Gruppen von Altweltaffen bekannt wie die Propliopithecidae (unter anderen mit den Gattungen Propliopithecus und Aegyptopithecus), die Pliopithecidae (unter anderem mit der Gattung Pliopithecus) und Saadanius.
Das folgende Kladogramm stellt die wahrscheinlichen Verwandtschaftsverhältnisse innerhalb der Altweltaffen dar:
|  | Gibbons (Hylobatidae)     |
|  |                           |
|  | Menschenaffen (Hominidae) |
|  |                           |

|              | Meerkatzenartige (Cercopithecini)                                        |
|              |                                                                          |
| Pavianartige | \| \| Makaken (Macaca) \| \| \| \| \| \| übrige Pavianartige \| \| \| \| |
|              | \| \| Makaken (Macaca) \| \| \| \| \| \| übrige Pavianartige \| \| \| \| |
|              | Makaken (Macaca)                                                         |
|              |                                                                          |
|              | übrige Pavianartige                                                      |
|              |                                                                          |

|  | Makaken (Macaca)    |
|  |                     |
|  | übrige Pavianartige |
|  |                     |

|  | Stummelaffen (Colobini)   |
|  |                           |
|  | Schlankaffen (Presbytini) |
|  |                           |

|              | Meerkatzenartige (Cercopithecini)                                        |
|              |                                                                          |
| Pavianartige | \| \| Makaken (Macaca) \| \| \| \| \| \| übrige Pavianartige \| \| \| \| |
|              | \| \| Makaken (Macaca) \| \| \| \| \| \| übrige Pavianartige \| \| \| \| |
|              | Makaken (Macaca)                                                         |
|              |                                                                          |
|              | übrige Pavianartige                                                      |
|              |                                                                          |

|  | Makaken (Macaca)    |
|  |                     |
|  | übrige Pavianartige |
|  |                     |

|  | Stummelaffen (Colobini)   |
|  |                           |
|  | Schlankaffen (Presbytini) |
|  |                           |

|  | Gibbons (Hylobatidae)     |
|  |                           |
|  | Menschenaffen (Hominidae) |
|  |                           |

|              | Meerkatzenartige (Cercopithecini)                                        |
|              |                                                                          |
| Pavianartige | \| \| Makaken (Macaca) \| \| \| \| \| \| übrige Pavianartige \| \| \| \| |
|              | \| \| Makaken (Macaca) \| \| \| \| \| \| übrige Pavianartige \| \| \| \| |
|              | Makaken (Macaca)                                                         |
|              |                                                                          |
|              | übrige Pavianartige                                                      |
|              |                                                                          |

|  | Makaken (Macaca)    |
|  |                     |
|  | übrige Pavianartige |
|  |                     |

|  | Stummelaffen (Colobini)   |
|  |                           |
|  | Schlankaffen (Presbytini) |
|  |                           |

|              | Meerkatzenartige (Cercopithecini)                                        |
|              |                                                                          |
| Pavianartige | \| \| Makaken (Macaca) \| \| \| \| \| \| übrige Pavianartige \| \| \| \| |
|              | \| \| Makaken (Macaca) \| \| \| \| \| \| übrige Pavianartige \| \| \| \| |
|              | Makaken (Macaca)                                                         |
|              |                                                                          |
|              | übrige Pavianartige                                                      |
|              |                                                                          |

|  | Makaken (Macaca)    |
|  |                     |
|  | übrige Pavianartige |
|  |                     |

|  | Stummelaffen (Colobini)   |
|  |                           |
|  | Schlankaffen (Presbytini) |
|  |                           |